# Nicaraguai labdarúgó-bajnokság (első osztály)
A Nicaraguan Primera División a nicaraguai labdarúgó-bajnokságok legfelsőbb osztályának elnevezése. A bajnokságot 1933-ban alapították és 10 csapat részvételével zajlik. 
A bajnokságot két részre oszlik. Első az úgynevezett Apertura, ami júliustól decemberig zajlik, második a Clausura, ami pedig decembertől májusig tart. A bajnok a bajnokok ligájában indulhat.

## A 2013–2014-es bajnokság résztvevői
| Klub                     | Város      | Bajnoki címek száma |
| Juventus Managua(en)     | Managua    | 4                   |
| Deportivo Walter Ferreti | Managua    | 4                   |
| Chinandega FC(en)        | Chinandega | 0                   |
| Deportivo Jalapa(en)     | Jalapa     | 1                   |
| Deportivo Ocotal(en)     | Ocotal     | 0                   |
| Diriangén FC             | Diriamba   | 26                  |
| Managua FC(en)           | Managua    | 0                   |
| Real Estelí FC           | Estelí     | 12                  |
| Real Madriz(en)          | Somoto     | 0                   |
| FC San Marcos            | San Marcos | 0                   |

## Az eddigi győztesek
| - 1933 : Alas FC (Managua) - 1934 : Club Atlético FC (Managua) - 1935/38 : elmaradt - 1939 : Lido FC - 1940 : Diriangén FC (Diriamba) - 1941 : Diriangén FC (Diriamba) - 1942 : Diriangén FC (Diriamba) - 1943 : Diriangén FC (Diriamba) - 1944 : Diriangén FC (Diriamba) - 1945 : Diriangén FC (Diriamba) - 1946 : Ferrocarril (Managua) - 1947 : Colegio C-A FC - 1948 : Ferrocarril (Managua) - 1949 : Diriangén FC (Diriamba) - 1950 : Aduana FC - 1951 : Aduana FC - 1952 : unknown - 1953 : Diriangén FC (Diriamba) - 1954 : - 1955 : Aduana FC - 1956 : Diriangén FC (Diriamba) - 1957 : ismeretlen - 1958 : Club Atlético FC - 1959 : Diriangén FC (Diriamba) - 1960 : La Nica FC - 1961 : Deportivo Santa Cecilia (Diriamba) - 1962/64 : elmaradt | - 1965 : Deportivo Santa Cecilia (Diriamba) - 1966 : Flor de Caña FC (Chichigalpa) - 1967 : Flor de Caña FC (Chichigalpa) - 1968 : Universidad Centroamericana (Managua) - 1969 : Diriangén FC (Diriamba) - 1970 : Diriangén FC (Diriamba) - 1971 : Deportivo Santa Cecilia (Diriamba) - 1972 : Deportivo Santa Cecilia (Diriamba) - 1973 : Deportivo Santa Cecilia (Diriamba) - 1974 : Diriangén FC (Diriamba) - 1975 : Universidad Centroamericana (Managua) - 1976 : Universidad Centroamericana (Managua) - 1977 : Universidad Centroamericana (Managua) - 1978/79 : nem volt bajnokság - 1980 : Bufalos FC (Rivas) - 1981 : Diriangén FC (Diriamba) - 1982 : Diriangén FC (Diriamba) - 1983 : Diriangén FC (Diriamba) - 1984 : Deportivo Masaya FC (Masaya) - 1985 : América (Managua) - 1986 : Deportivo Masaya FC (Masaya) - 1987 : Diriangén FC (Diriamba) - 1988 : América (Managua) - 1989 : Diriangén FC (Diriamba) - 1990 : América (Managua) - 1991 : Real Estelí - 1992 : Diriangén FC (Diriamba) | - 1993 : Juventus (Managua) - 1994 : Juventus (Managua) - 1994/95 : Diriangén FC (Diriamba) - 1995/96 : Diriangén FC (Diriamba) - 1996/97 : Diriangén FC (Diriamba) - 1997/98 : Deportivo Walter Ferretti (Managua) - 1998/99 : Real Estelí - 1999/00 : Diriangén FC (Diriamba) - 2000/01 : Deportivo Walter Ferretti (Managua) - 2001/02 : Deportivo Jalapa - 2002/03 : Real Estelí - 2003 A : Real Estelí - 2004 C : Real Estelí - 2004 A : Diriangén FC (Diriamba) - 2005 C : Diriangén FC (Diriamba) - 2005/06 : Diriangén FC (Diriamba) - 2006/07 : Real Estelí - 2007/08 : Real Estelí - 2008/09 : Real Estelí - 2009 A : Deportivo Walter Ferretti (Managua) - 2010 C : Real Estelí - 2010 A : Deportivo Walter Ferretti (Managua) - 2011 C : Real Estelí - 2011 A : Real Estelí - 2012 C : Real Estelí - 2012 A : Real Estelí |  |

## Bajnoki címek eloszlása
A félkövérrel jelölt csapatok jelenleg is az első osztály tagjai.
| Champions                   |                     |
| Klub                        | Bajnoki címek száma |
| Diriangén FC                | 26                  |
| Real Estelí                 | 13                  |
| Deportivo Santa Cecilia     | 5                   |
| Universidad Centroamericana | 4                   |
| Deportivo Walter Ferretti   | 4                   |
| América Managua             | 3                   |
| Aduana FC                   | 3                   |
| Ferrocarril                 | 2                   |
| Flor de Caña FC             | 2                   |
| Deportivo Masaya FC         | 2                   |
| Juventus Managua            | 2                   |
| Club Atlético FC            | 2                   |
| Deportivo Jalapa            | 1                   |
| Bufalos FC                  | 1                   |
| La Nica FC                  | 1                   |
| Alas FC                     | 1                   |
| Lido FC                     | 1                   |
| Colegio C-A FC              | 1                   |